# Танум
Танум (швед. Tanums kommun) — коммуна в Швеции в лене Вестра-Гёталанд.
Административный центр — Танумсхеде, другой относительно крупный насёленный пункт — Греббестад.
Площадь коммуны — 924 км², население — 12 320 жителей (2012).
Танумская коммуна расположена на севере Бохуслена, и значительную часть её территории составляют шхеры. Через коммуну проходит европейский маршрут Е06 и железная дорога Гётеборг—Стрёмстад.
Наскальные изображения в Тануме в 1994 году были внесены Юнеско в список всемирного наследия. Северная часть танумских шхер включена в первый шведский морской национальный парк Костерхавет, который был организован в сентябре 2009 года.